# Megalopus buckleyi
Megalopus buckleyi is een keversoort uit de familie halstandhaantjes (Megalopodidae). De wetenschappelijke naam van de soort werd in 1889 gepubliceerd door Martin Jacoby.